# Rue Guérin
La rue Guérin est une voie de la commune française d'Autun, située dans le département de Saône-et-Loire. Ouverte à la fin du XVIIIe siècle, elle relie le quartier médiéval Marchaux au centre-ville par la place du Champ-de-Mars.

## Situation et accès

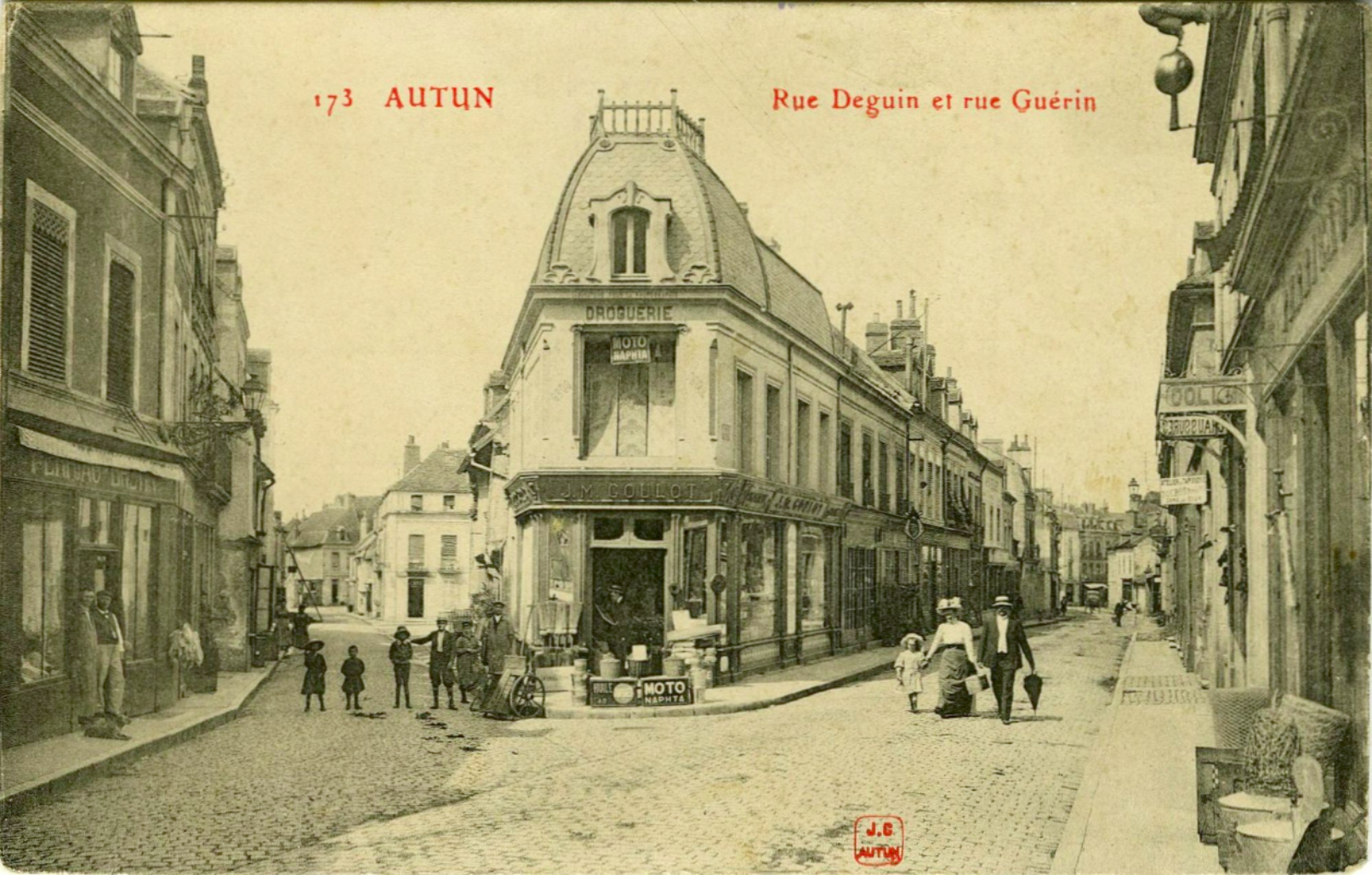
Embranchement de la rue Déguin sur la rue Guérin, carte postale du début du XXe siècle.

La rue Guérin part de la place de la Champ-de-Mars, au croisement avec la rue Jeannin et la rue de-Lattre-de-Tassigny, et rejoint un carrefour avec la grande rue Marchaux, la rue Mazagran et la rue Maître-Georges-Martin,. Elle rencontre la rue Deguin, la rue de l'Horloge et la rue du Puits-Charpiot.

## Origine du nom
La rue porte le nom d'une vieille famille d'Autun et de Couches (commune où elle a aussi laissé son nom au château de la Tour Guérin).
Pendant la Révolution, la rue porte le nom de rue Pas-de-Charge.

## Historique
Plusieurs vestiges de l'antique Augustodunum ont été découverts sur la rue Guérin jadis dénommée « rue aux Garins ». En 1841, au no 1, une mosaïque entourée de marbre blanc. En 1863, à proximité, un fragment d'inscription, qui, selon l'historien Harold de Fontenay, paraît avoir mentionné le nom d'Augustodunum : « mav todv onsis vm os ».
Le tracé de la voie vers le nord-est, qui lie le Champ-de-Mars à la porte haute de la ville basse de Marchaux, est ancien. La rue est ouverte vers 1784 — en même temps que la rue de l'Arquebuse, à l'est du Champ-de-Mars — afin de faciliter la circulation des voitures vers l'est.
Jusqu'au XVIIIe siècle, la rue Guérin, partant du Champ-de-Mars, conduisait, après sa fin actuelle, à un espace vaste appelé place Maubert (situé à mi-chemin de l'actuelle rue Mazagran). Elle prenait ensuite un angle droit vers le nord-ouest et prenait fin devant la chapelle de la Bondue. Au début du XIXe siècle, la place Maubert est supprimée et les rues de la Bondue et Mazagran remplacent la rue Guérin sur cette dernière partie.

## Bâtiments remarquables et lieux de mémoire
Il s'y trouve notamment deux boutiques dont la façade ou le décor ont fait l'objet d'une inscription au titre des monuments historiques et sont labellisés « Patrimoine du XXe siècle ».

### Boucherie Varmenot

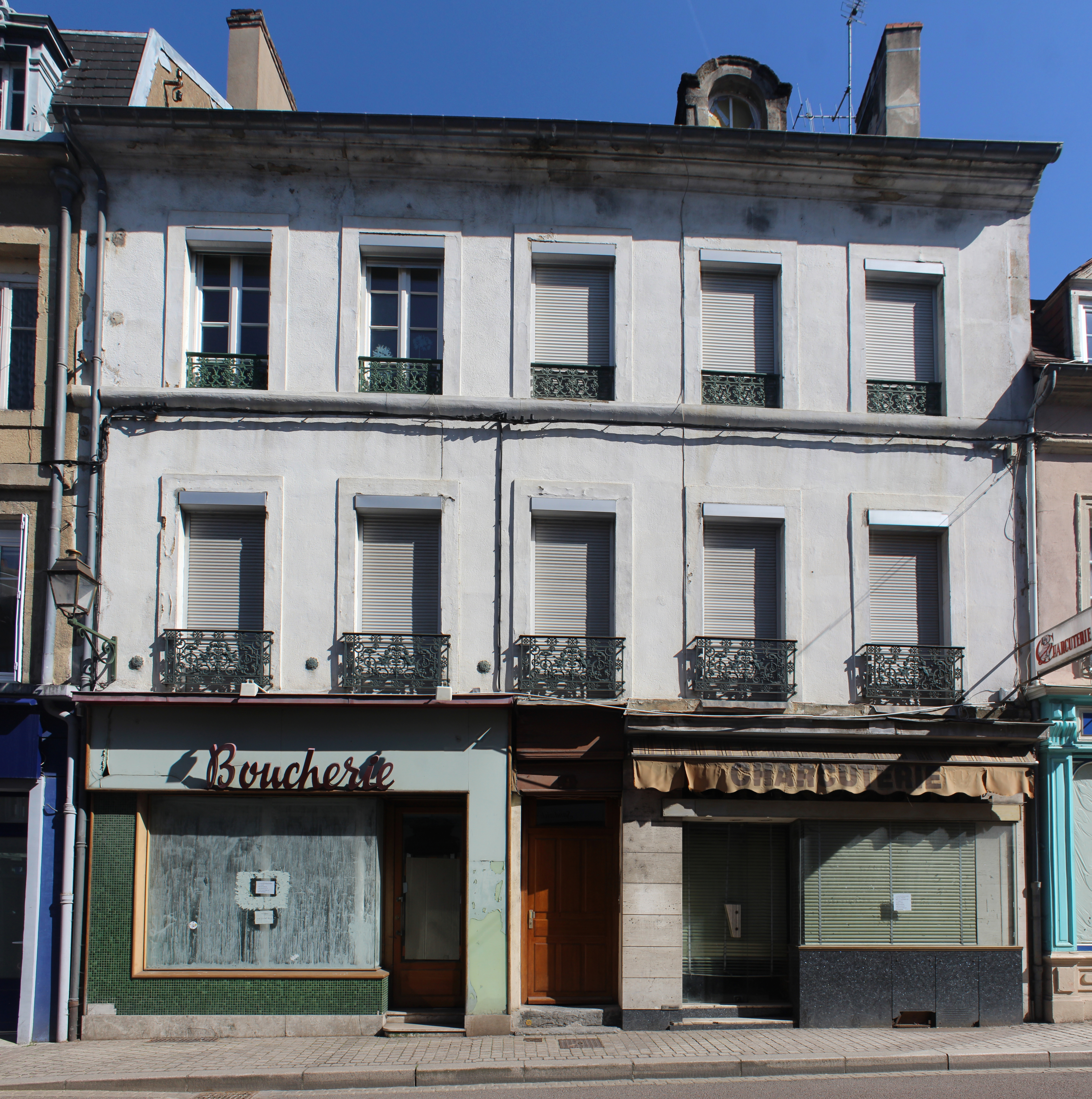
Le bâtiment au 4, rue Guérin. La boucherie est à gauche.

La boucherie Varmenot, au no 4, possède un décor 1900 inscrit au titre des monuments historiques depuis 1995 et labellisé « Patrimoine du XXe siècle ». Entre autres, le décor d'origine présente des faïences murales figurant des paysages aux bovins et un comptoir en marbre,.

### Boucherie Saint-Louis

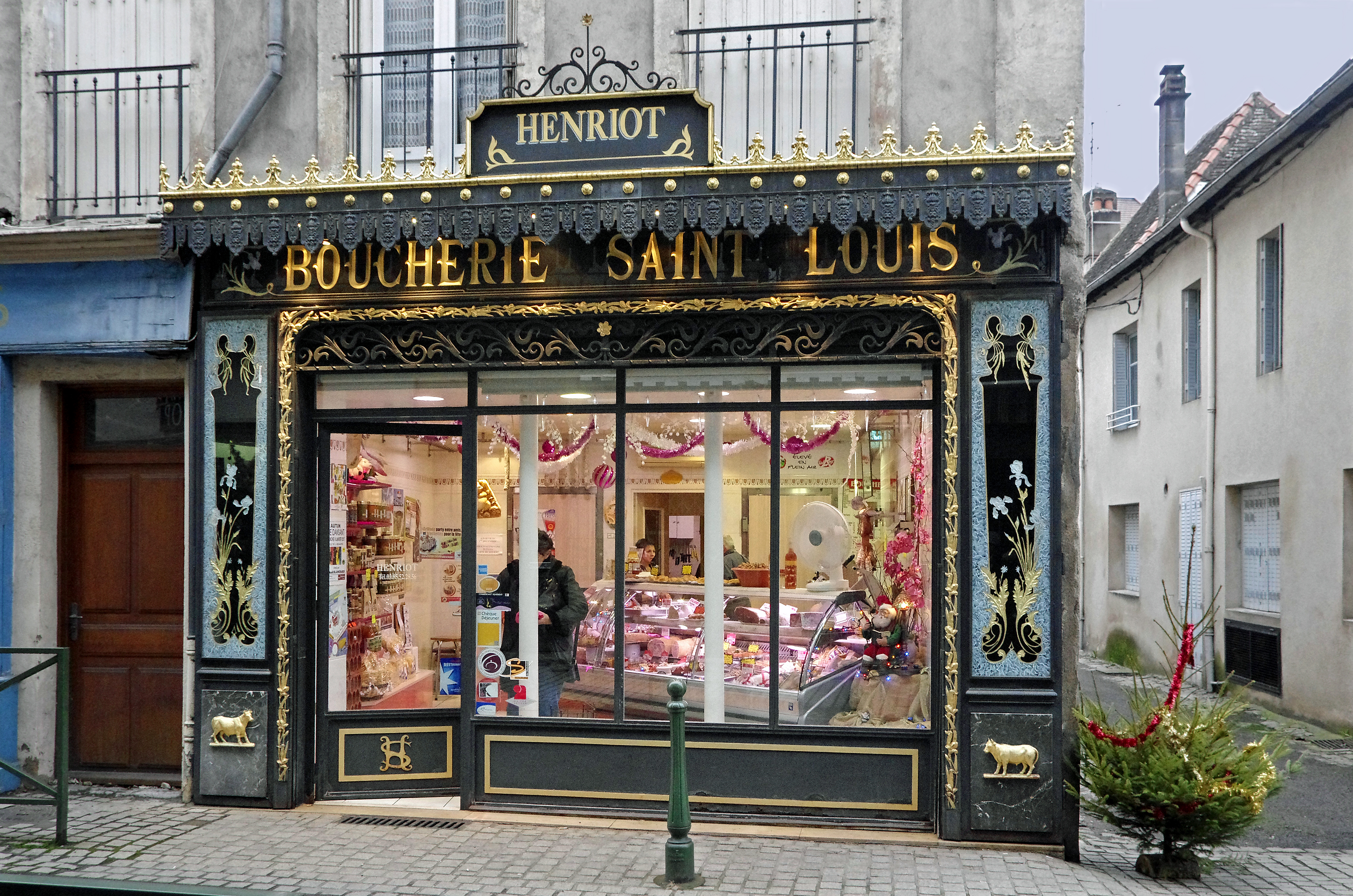
La façade du 29, rue Guérin.

La boucherie Saint-Louis, située au no 29, est édifiée entre la fin du XIXe siècle et le début du XXe siècle. Elle est aussi connue sous le nom de boucherie Henriot. Les fondeurs ont laissés une plaque avec l'inscription suivante : « Jules Mareschale et G. Petitdidier, 185 rue d'Allemagne Paris. » La boutique présente une façade Art nouveau, qui a fait l'objet d'une inscription aux monuments historiques en 1995 et est labellisée « Patrimoine du XXe siècle ».
La façade est typique de 1900, avec des panneaux de marbre et de peintures fixées sous verre qui sont appliqués sur une structure en fonte, le tout aux couleurs noir, bleu et or. Elle est surmontée d'un lambrequin de zinc. Les peintures représentent des iris bleues, situées au-dessus de deux bovins dorés, sculptés en ronde-bosse,. Quelques crochets en dent-de-loup, qui servaient à suspendre la viande à l'extérieur, subsistent encore.